# Джанлука Фработта
Джанлука Фработта (італ. Gianluca Frabotta, нар. 24 червня 1999, Рим) — італійський футболіст, лівий захисник клубу «Барі».

## Клубна кар'єра
Народився 24 червня 1999 року в місті Рим. Вихованець юнацьких команд футбольних клубів «Консальво», «Савіо» та «Болонья». У сезоні 2016/17 років тодішній тренер першої команди Роберто Донадоні взяв Фработту на матч Кубка Італії проти «Інтернаціонале», в якому, однак, Джанлука залишився на лавці запасних. Наступного сезону він був у заявці у двох матчах Серії А, але також на поле не виходив, так і не отримавши можливості дебютувати за першу команду «Болоньї».
21 червня 2018 року Фработта приєднався на правах оренди до клубу Серії С «Ренате». Дебютував за команду 29 липня в поєдинку Кубка Італії проти «Реццато» (0:2). 16 вересня 2018 року дебютував в Серії С поєдинком проти «Самбенедеттезе». Всього за «Ренате» Фработта зіграв 12 зустрічей. 11 січня 2019 року було оголошено, що другі півроку Фработта проведе в інший оренді — в клубі «Порденоне». За новий клуб гравець дебютував 26 січня, вийшовши на заміну в поєдинку проти «Ріміні». Всього за «Порденоне» Фработта провів 7 зустрічей, допомігши їх історичному виходу в Серію Б.
6 серпня 2019 року Джанлука перебрався в молодіжну команду «Ювентуса», «Ювентус U23». Дебютував за неї 1 вересня в поєдинку проти «Сієни». Всього за сезон зіграв 20 зустрічей у чемпіонаті і забив 1 м'яч. Також з цією командою став володарем Кубка Італії Серія С у 2020 році, зігравши тому числі у фіналі проти «Тернани» (2:1).
В кінці Серії А 2020/21, коли «Ювентус» вже забезпечив собі титул чемпіона, Фработа був викликаний тренером Мауріціо Саррі на останні два матчі чемпіонату. Дебютував за «стару сеньйору» в Серії А 1 серпня 2020 року в поєдинку проти «Роми»(1:3). Джанлука вийшов в стартовому складі і провів на полі весь матч. З приходом на тренерський місток туринців Андреа Пірло з наступного сезону, Фработта закріпився в команді, але виступи стали рідшими після відновлення від травми основного лівого захисника Алекса Сандро. 4 листопада 2020 року Фработта дебютував в Лізі Чемпіонів у зустрічі групового етапу проти угорського «Ференцвароша», вийшовши на заміну на 76-й хвилині замість Хуана Квадрадо. За два сезони відіграв за «стару сеньйору» 16 матчів в національному чемпіонаті.
30 липня 2021 року на умовах оренди з правом викупу перейшов до «Верони». Утім протягом сезону 2021/22 взяв участь лише у двох іграх чемпіонату, і клуб правом викупу не скористався.
27 червня 2022 року був орендований іншим представником Серії A «Лечче». Утім, так і не провівши жодної офіційної гри за цю команду, на початку вересня того ж року перейшов на аналогічних умовах до друголігового «Фрозіноне».
За рік, влітку 2023, знову змінив клубну прописку, попрямувавши на правах оренди до «Барі», також представника Серії B.

## Виступи за збірні
З 2017 року залучався до складу юнацьких збірних Італії різних вікових категорій, загалом на юнацькому рівні взяв участь у 12 іграх, відзначившись 2 забитими голами.
13 жовтня 2020 року дебютував у складі молодіжної збірної Італії у матчі кваліфікації до молодіжного чемпіонату Європи 2021 року проти Ірландії, який закінчився перемогою 2:0. На молодіжному рівні зіграв у 4 офіційних матчах, включаючи дві гри молодіжного Євро-2021.

## Статистика виступів

### Статистика клубних виступів
Станом на 27 серпня 2023
| Сезон               | Команда             | Чемпіонат           | Чемпіонат | Чемпіонат | Національний кубок | Національний кубок | Національний кубок | Континентальні кубки | Континентальні кубки | Континентальні кубки | Інші змагання | Інші змагання | Інші змагання | Усього | Усього |
| Сезон               | Команда             | Ліга                | Ігор      | Голів     | Ліга               | Ігор               | Голів              | Ліга                 | Ігор                 | Голів                | Ліга          | Ігор          | Голів         | Ігор   | Голів  |
| ------------------- | ------------------- | ------------------- | --------- | --------- | ------------------ | ------------------ | ------------------ | -------------------- | -------------------- | -------------------- | ------------- | ------------- | ------------- | ------ | ------ |
| 2018-січ. 2019      | «Ренате»            | C                   | 12        | 0         | КІ+КІ-C            | 1+1                | 0                  | -                    | -                    | -                    | -             | -             | -             | 14     | 0      |
| січ.-черв. 2019     | «Порденоне»         | C                   | 5         | 0         | КІ+КІ-C            | -                  | -                  | -                    | -                    | -                    | СКІ-C         | 2             | 0             | 7      | 0      |
| 2019–20             | «Ювентус U23»       | C                   | 18+2      | 0+1       | КІ-C               | 6                  | 0                  | -                    | -                    | -                    | -             | -             | -             | 26     | 1      |
| 2019–20             | «Ювентус»           | A                   | 1         | 0         | КІ                 | -                  | -                  | ЛЧ                   | -                    | -                    | СІ            | -             | -             | 1      | 0      |
| 2020–21             | «Ювентус»           | A                   | 15        | 0         | КІ                 | 1                  | 1                  | ЛЧ                   | 1                    | 0                    | СІ            | 0             | 0             | 17     | 1      |
| Усього за «Ювентус» | Усього за «Ювентус» | Усього за «Ювентус» | 16        | 0         |                    | 1                  | 1                  |                      | 1                    | 0                    |               | 0             | 0             | 18     | 1      |
| 2021–22             | «Верона»            | A                   | 2         | 0         | КІ                 | 0                  | 0                  | -                    | -                    | -                    | -             | -             | -             | 2      | 0      |
| лип.-серп. 2022     | «Лечче»             | A                   | 0         | 0         | КІ                 | 0                  | 0                  | -                    | -                    | -                    | -             | -             | -             | 0      | 0      |
| вер. 2022–23        | «Фрозіноне»         | B                   | 22        | 0         | КІ                 | -                  | -                  | -                    | -                    | -                    | -             | -             | -             | 22     | 0      |
| 2023–24             | «Барі»              | B                   | 0         | 0         | КІ                 | -                  | -                  | -                    | -                    | -                    | -             | -             | -             | 0      | 0      |
| Усього за кар'єру   | Усього за кар'єру   | Усього за кар'єру   | 77        | 1         |                    | 9                  | 1                  |                      | 1                    | 0                    |               | 2             | 0             | 89     | 2      |